# Frauen für Zellenblock 9
 Frauen für Zellenblock 9  ist ein Spielfilm des spanischen Regisseurs Jess Franco aus dem Jahr 1977. Die Inszenierung vereint Elemente aus den Exploitationgenres Sexploitation-, Frauengefängnis- und Lagerfilm.

## Handlung
Der Film spielt in einem südamerikanischen Urwaldgefängnis zur Zeit einer Revolte. Zu Beginn warten die Lagerkommandantin und der Gefängnisarzt Dr. Costa mit einigen Wächtern auf einen LKW. Dieser soll Obst und Gemüse geladen haben. An Bord befinden sich aber auch sechs junge Frauen. Nachdem drei von ihnen namentlich ausgerufen und unter dem Verdacht der revolutionären Umtriebe verhaftet worden sind, werden die anderen drei den Wächtern zur Vergewaltigung zur Verfügung gestellt. Die drei Inhaftierten, Karin, Barbara und Aida, finden sich kurz darauf, nackt und im Stehen angekettet, im berüchtigten Zellenblock 9 wieder. Nach und nach werden sie zum „Verhör“ vorgeführt, welches der Doktor durch diverse und perfide Folterungen unterstützt. Nachdem Barbara und Aida den Folterungen widerstanden und beharrlich geschwiegen haben, bricht Karin unter der Marter zusammen und denunziert einige Revolutionäre der (namentlich nicht genannten) Hauptstadt.
In der Zwischenzeit landet die junge, einheimische Studentin Marie ebenfalls in derselben Zelle. Bei ihr wurde angeblich Propagandamaterial der Aufständischen gefunden. Ihre Folter bestand darin, drei Tage ohne Essen und Wasser in einer Einzelzelle zu verbringen. Sie wurde dann zum Dinner der Kommandantin und des Arztes gebracht, wo sie die Chefin zuerst oral befriedigen musste, um danach einen kleinen Schluck versalzenen Champagner zu bekommen.
Als die vier Frauen in Zellenblock 9 wieder unter sich sind, schmieden sie einen Ausbruchsplan, um ihre Kontaktleute in der Hauptstadt zu warnen. Dem Quartett gelingt es, ihren Wärter abzulenken, ihn niederzuschlagen und mit dessen Gewehr zu fliehen. Schon kurz nach dem Verlassen des Zellenblocks wird Aida bei einem Schusswechsel mit einem anderen Wärter, der ebenfalls ums Leben kommt, getötet. Die anderen drei flüchten in den Urwald, wobei Barbara noch angeschossen wird und nur noch schleppend weiterkommt. Sie schaffen es aber zu einem alten Tempel, wo sie sich sicher fühlen, und entfernen die Kugel aus Barbaras Schulter. Als Karin und Marie sich in den Dschungel begeben, um Essbares zu suchen, kommt die verfolgende Wachmannschaft auf ihre Fährte und trifft ebenfalls am Tempel ein. Nachdem Barbara mit Gewehrkolben erschlagen worden ist, laufen die beiden anderen, von ihren Schreien alarmiert, zum Tempel zurück und stehen plötzlich vor der Lagerkommandantin und dem Doktor, umgeben von Gefängniswärtern, allein auf weiter Flur. In einer letzten Verzweiflungsaktion kann Karin der Kommandantin ihre Pistole entreißen. Als sie aber nicht abdrückt, gibt die Kommandantin den Feuerbefehl, und die beiden letzten Gefangenen werden auf der Stelle niedergestreckt. Mit der Freigabe der Leichen zur Schändung endet der Film.

## Veröffentlichungen
Premiere feierte der von dem Filmverleih Avis vertriebene Film am 17. März 1978. Auf Video wurde der Film auch unter dem Titel Flucht von der Todesinsel ausgewertet. In englischsprachigen Ländern wurde der Film unter den Titeln Tropical Inferno und Women in Cellblock 9, in Frankreich unter Visa pour mourir und Des femmes pour le bloc 9 vertrieben.

## Kritik
Der Video Movie Guide bewertete ihn als ein „billiges zweitklassiges Filmchen“. Steven Marsh und Parvati Nair sahen ihn mit anderen Franco-Filmen im Zusammenhang: „Die Reihe von Filmen mit lesbischen Tönen war auf ein homosexuelles Publikum zugeschnitten mit den klischeehaften Zutaten - sadistische Aufseherinnen, weibliche Diktatoren mit starkem sexuellem Appetit, unschuldige jungen Mädchen im Gefängnis, grausame weibliche Wärterinnen und so weiter“. Der Filmdienst merkte an, der Film „spiele seine Sadismen mit unverhohlenem Genuss aus“.